# タマル・サニキゼ
タマル・サニキゼ（თამარ სანიკიძე、1978年8月30日 – ）は、ジョージアの政治家。2013年7月から2016年6月まで教育科学大臣を務めた。

## 生涯
1978年にトビリシで誕生。1995年から1998年までトビリシ国立大学に在籍し、英文学を専攻。1998年3月から1999年7月まで運輸省海軍局で主任専門官を務め、2000年にジョージア公共政策研究所にて行政学の修士号を取得。2003年から2007年までグラスゴー大学の遠隔教育プログラムを受講。
その後、彼女はジョージア都市研究所に勤務し、上級職を歴任。2005年に研究所の資材管理プログラム主幹となり、2005年7月から2006年5月まで購買部長、2006年から2009年まで財務部長を務めた。また彼女は2009年から2012年10月まで公共政策研究所で財務部長を務めた。
2012年10月、サニキゼはギオルギ・マルグヴェラシヴィリ教育科学大臣の下で、第一次官に就任した。
2013年7月、マルグヴェラシヴィリは大統領選挙出馬のため大臣職を辞し、後任の教育科学大臣にサニキゼを指名した。彼女はビジナ・イヴァニシヴィリ首相の任命を受け、7月18日に正式に教育科学大臣に就任した。2016年6月に退任。